# Musculi gemelli
Musculi gemelli (lat. für „Zwillingsmuskeln“) ist der Sammelbegriff für
- Musculus gemellus inferior und
- Musculus gemellus superior

Beide Muskeln sind bei vielen Säugetieren, im Gegensatz zum Menschen, nicht getrennt, so dass die Pluralform Musculi gemelli als Muskelname für einen einzigen Muskel verwendet wird.
Die Musculi gemelli verlaufen auf der Rückseite des Beckens vom Becken in die Endsehne des Musculus obturator internus und mit ihm zum Oberschenkelknochen. Auf Grund ihrer geringen Größe beim Menschen haben sie kaum Wirkung auf die Oberschenkelbewegung.